# فیلیپ لودنبک
فیلیپ لودنبک (فرانسوی: Philippe Laudenbach‎؛ زادهٔ ۳۱ ژانویهٔ ۱۹۳۶) یک هنرپیشه اهل فرانسه است.
از فیلم‌ها یا برنامه‌های تلویزیونی که وی در آن نقش داشته است می‌توان به آرسن لوپن، اعلان جنگ، از خدایان و انسان‌ها، عموی آمریکایی‌ام، داستان ما، خدا بزرگ است و من نه و باربیکیو اشاره کرد.